# Egon Wrobel

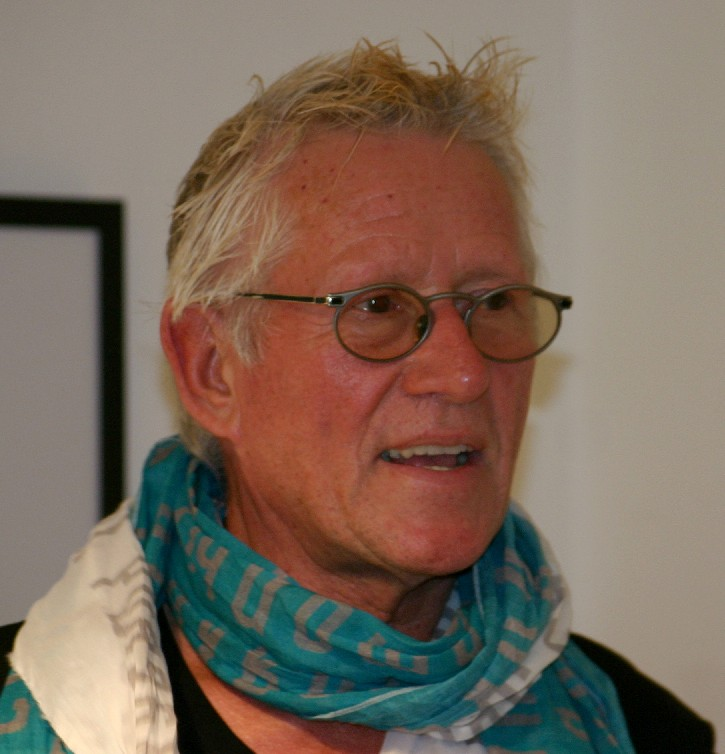
Egon Wrobel, 2012

Egon Wrobel (* 11. April 1939 in Insterburg) ist ein deutscher Keramiker und Schmuckgestalter.

## Leben
Nach seiner Ausbildung zum Goldschmied von 1956 bis 1959 studierte Egon Wrobel an der Fachschule für angewandte Kunst Heiligendamm in der Fachrichtung Schmuckgestaltung, u. a. bei Renata Ahrens. Sein Studium setzte er dann von 1962 bis 1967 in der Fachrichtung Keramik an der Hochschule für industrielle Formgestaltung Halle, Burg Giebichenstein fort, wo zu seinen Lehrern der Metallbildner Karl Müller gehörte. 1967/68 arbeitete er zunächst als Forschungsmitarbeiter im Betonwerk Berlin-Grünau, seitdem freiberuflich als Schmuckgestalter und Keramiker. Er war Mitglied im Verband Bildender Künstler der DDR.
Bekannt geworden ist Egon Wrobel unter anderem durch seine Serie Köpfe, an denen sich seine künstlerische Entwicklung von 1965 bis zur Gegenwart ablesen lässt. Anhand seiner expressiven Serie Vermummter erkennt man, wie sich Wrobel auch heute noch mit aktuellen Ideen und Strömungen auseinandersetzt.
Mehrfach gestaltete er die Siegerpreiskeramiken für diverse Festivals und Wettbewerbe, so 2008 für das World fashion film festival und 2010 für den German fashion film award. Für die Clubschiffe AIDAvita und AIDAaura gestaltete er mehrere Keramikskulpturen.
Egon Wrobel lebt und arbeitet in Stahnsdorf.

## Werke (Auswahl)
Einzelstücke
- 1965 Profilkopf Aufbautechnik, Manganton, Glasur
- 1975 Hand und Fuß (Keramik)
- 1977 Muschelvase (Keramikfayence)[1]
- 1980 Pflanzliche Plastik (Klinkerton)
- 1986 Muschelgefäße (Ton)
- 2000 Jonny (Schamott-Ton, Glasur)
- 2002 Serie Vermummter (Schamott-Ton, Mangan, Kupfer)
- 2004 Serie Verdrehter Kopf (Drehteile, verformt, weiße Glasur, Bemalung)

Arbeiten im öffentlichen Raum
- Klinkersteinmauer, Freundschaftsinsel Potsdam
- Reliefwandkeramik, Café „Babette“, Potsdam

## Ausstellungen (Auswahl)
Einzelausstellungen
- 1974 Potsdam
- 1978 Berlin, Staatlicher Kunsthandel Studio Galerie
- 1985: Leipzig, Galerie Theaterpassage
- 1989 Potsdam, Galerie am Staudenhof: Wrobels Töne & Ton
- 2004 Berlin, Galerie am Wasserturm: Köpfe
- 2004 Düsseldorf, Hetjens-Museum: Keramik-Schmuck
- 2009 Potsdam, Belvedere auf dem Pfingstberg: Phönix aus der Asche
- 2012 Potsdam, Haus im Güldenen Arm

Ausstellungsbeteiligungen
- 1977, 1987 Dresden: Kunstausstellung der DDR
- 1969/70 Potsdam: Bezirkskunstausstellung
- 1967 Sofia und Prag: Internationale Keramikausstellungen
- 1973, 1976 Sopot: Internationale Keramikausstellung
- 1977 Magdeburg: 1. Zentrale Ausstellung Keramik in der DDR
- 1991 Tel Aviv-Jaffa: Keramik aus der ehemaligen DDR
- 1994 Potsdam: 1. Landeskunstausstellung Brandenburg
- 2000 Kairo: 5th Cairo International Biennale for Ceramics
- 2007 Potsdam: ART Brandenburg